# Daisy Chainsaw
Daisy Chainsaw — британская группа альтернативного рока, образовавшаяся в Лондоне в 1989 году и в 1995 году распавшаяся. По словам обозревателя Trouser Press, они удачно возродили лучшее, что было в X-Ray Spex и The Slits, и вместе с тем предвосхитили появление более поп-ориентированных групп вроде Elastica. Наивысшего результата в UK Singles Chart группа добивалась в 1992 году с синглом «Love Your Money» (#26).

## История группы
Группа образовалась в 1989 году, после того, как КэтиДжейн Гарсайд ответила на объявление Криспина Грея в музыкальной газете. Новообразованные Daisy Chainsaw быстро снискали известность своими необузданными концертными выступлениями, во время которых музыканты разбрасывали по сцене тряпичных кукол, а КэтиДжейн распивала сок из детской бутылочки. В 1991 году вышел их дебютный EP LoveSickPleasure, на который вошла песня «Love Your Money», ставшая популярным хитом на музыкальном ТВ. В 1992 году она достигла 26-го места в UK Singles Chart. После этого им предложил контракт лейбл Мадонны Maverick Records, но они отвергли это предложение, подписавшись вместо этого на инди-лейбл One Little Indian (Kitchens of Distinction, The Sugarcubes, Sneaker Pimps, The Shamen, Skunk Anansie, Björk, Chumbawamba, Alabama 3).
В 1992 году, следом за ещё двумя относительно успешными синглами, у Daisy Chainsaw вышел первый полноформатный альбом, Eleventeen. После этого музыканты отправились в продолжительный тур в поддержку альбома, организованный совместно с Mudhoney и Hole.
В 1993 году КэтиДжейн вышла из состава группы и исчезла из публичного поля зрения. Её «безумные» концертные выступления в составе Daisy Chainsaw и странные интервью вызвали к жизни слухи, будто она стала жертвой психического заболевания. Группа, однако, продолжила существование. В 1994 году Daisy Chainsaw выпустили второй альбом, For They Know Not What They Do, с новой вокалисткой Белиндой Лит. На последней записи Daisy Chainsaw, EP You're Gruesome, роль вокалиста исполнил сам Криспин Грей.
В 1995 году группа Daisy Chainsaw прекратила своё существование. На смену ей пришла Dizzy Q Viper, в состав которой вошли оставшиеся участники Daisy Chainsaw. Позднее к ним присоединилась немецко-японская авангардная художница и музыкант Ханайо, и они превратились в Vapid Dolly.
В 1999 году неожиданно вернулась на сцену КэтиДжейн Гарсайд. Гарсайд и Грей возобновили своё творческое сотрудничество, собрав новую группу, Queen Adreena.

## Дискография

### Альбомы и EP
- LoveSickPleasure EP (1991), Deva Records
- LoveSickPleasure EP (1991), Deva Records
- Pink Flower EP (1992)
- Hope Your Dreams Come True EP (1992)
- Music for People Who Have No Friends (1992), A&M / Deva / One Little Indian Records
- Eleventeen (1992), One Little Indian Records
- For They Know Not What They Do (1994), One Little Indian Records
- You’re Gruesome EP (1995), 95 Cheapskates Records